# Američko udruženje farmaceuta zdravstvenog sistema
Američko udruženje farmaceuta zdravstvenog sistema (engl. American Society of Health-System Pharmacists, ASHP) je profesionalna organizacija koja zastupa interese farmaceuta koji rade u bolnicama, organizacijama za održavanje zdravlja, ustanovama dugoročne zdravstvene nege, kućnoj nezi, i drugim komponentama sistema zdravstvene zaštite.
Od 2009. ASHP ima 36.000 članova, više od 175 zaposlenih i budžet od preko 40 miliona dolara. Ovo udruženje je ranije bilo poznato kao Američko udruženje bolničkih farmaceuta.
Misija udruženja je unapređenje i podrška profesionalne farmaceutske prakse u bolnicama i zdravstvenom sistemu i služi kao njihov kolektni glas o pitanjima upotrebe lekova i javnog zdravlja.

## Spoljašnje veze
- A